# Verschaffeltiinae
Sous-tribu
Verschaffeltiinae est une sous-tribu de plantes de la famille Arecaceae, rassemblant des genres originaire des Seychelles.

## Classification
- Sous-famille des Arecoideae
  - Tribu des Areceae
    - Sous-tribu des  Verschaffeltiinae  [1]

Cette Sous-tribu des Verschaffeltiinae contient 4 genres monospécifique, tous originaire des Seychelles.
Genres : 
- Nephrosperma
- Phoenicophorium
- Roscheria
- Verschaffeltia

### Galerie

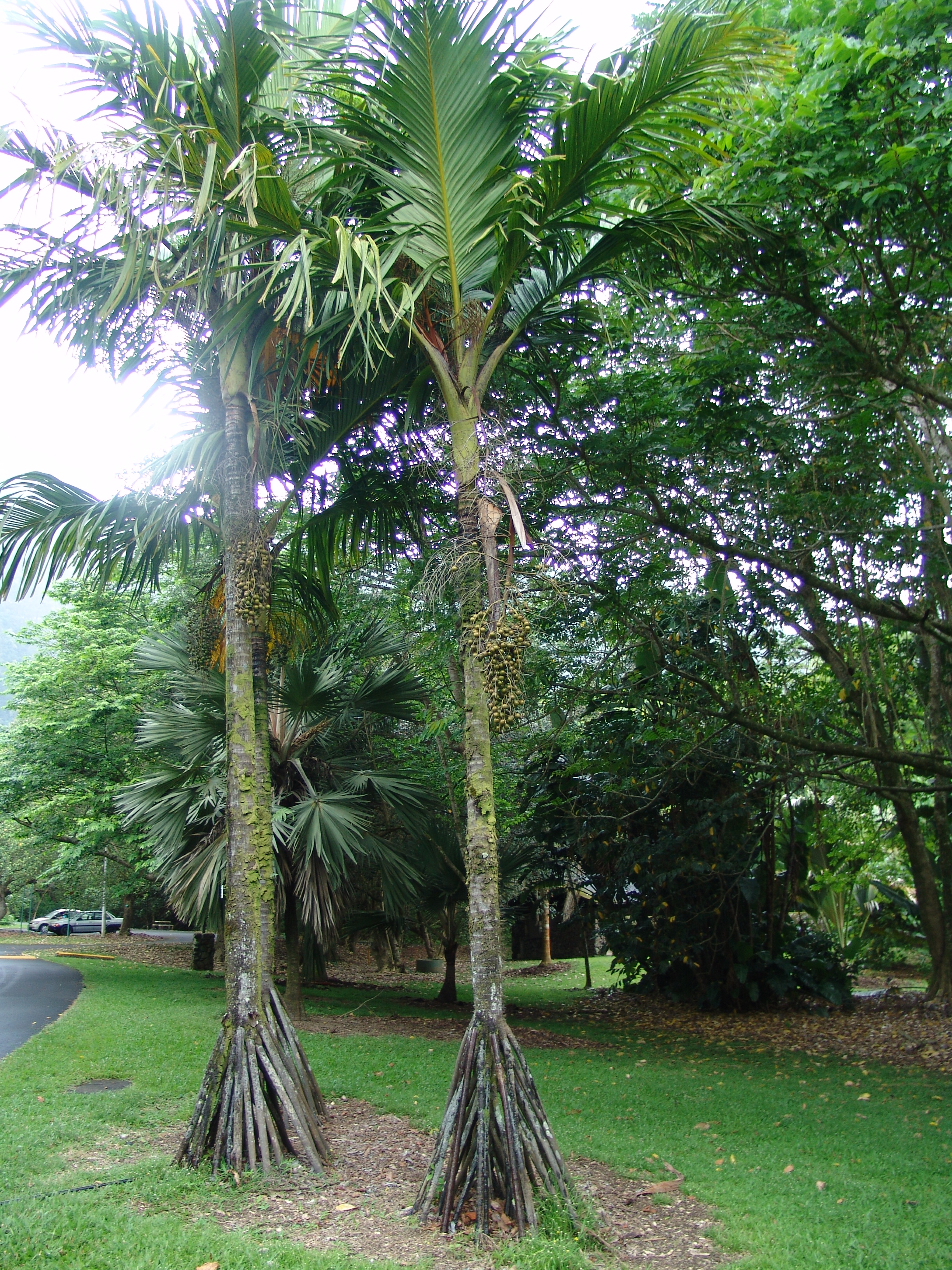
Verschaffeltia splendida.
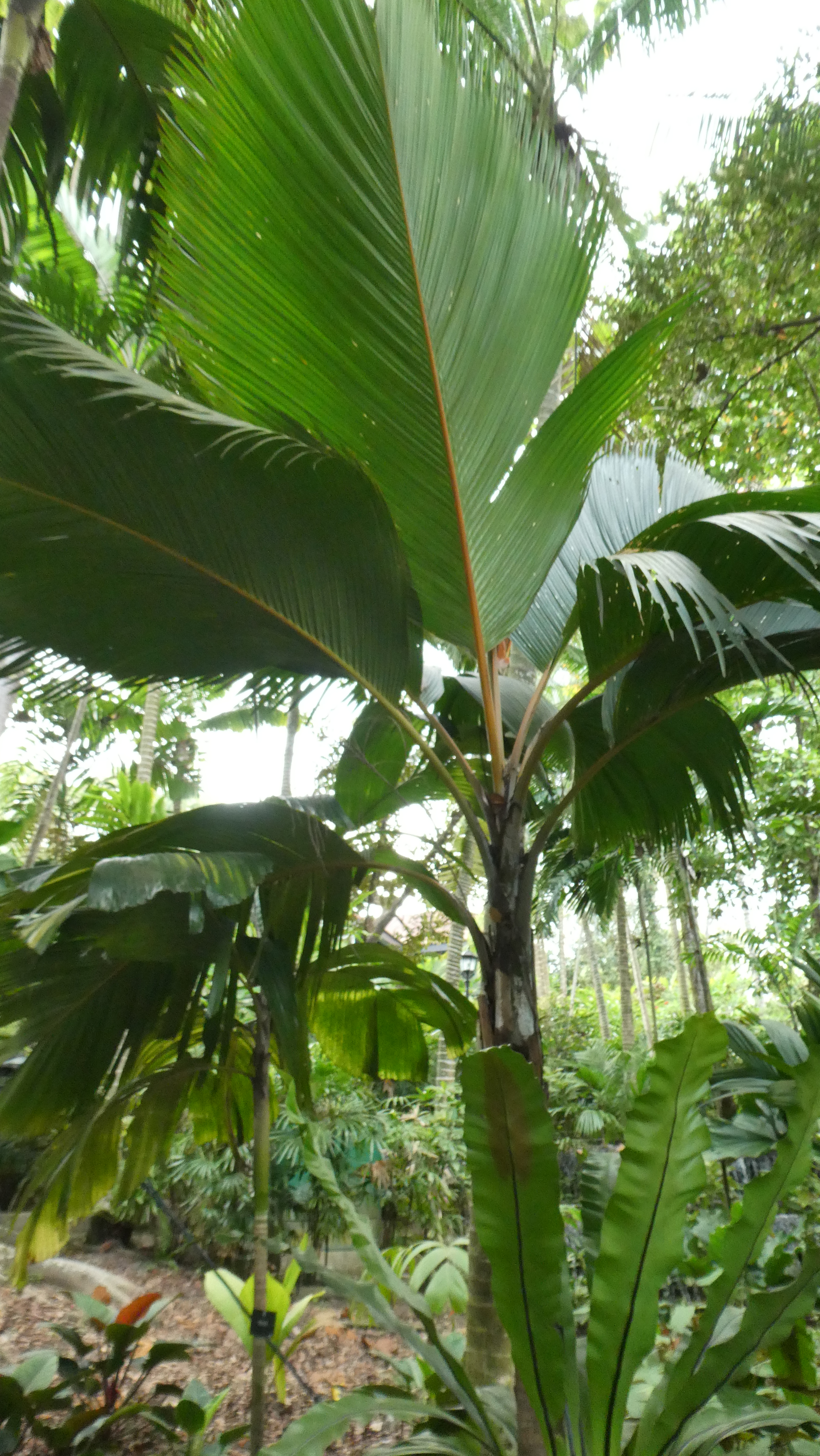
Phoenicophorium borsigianum .
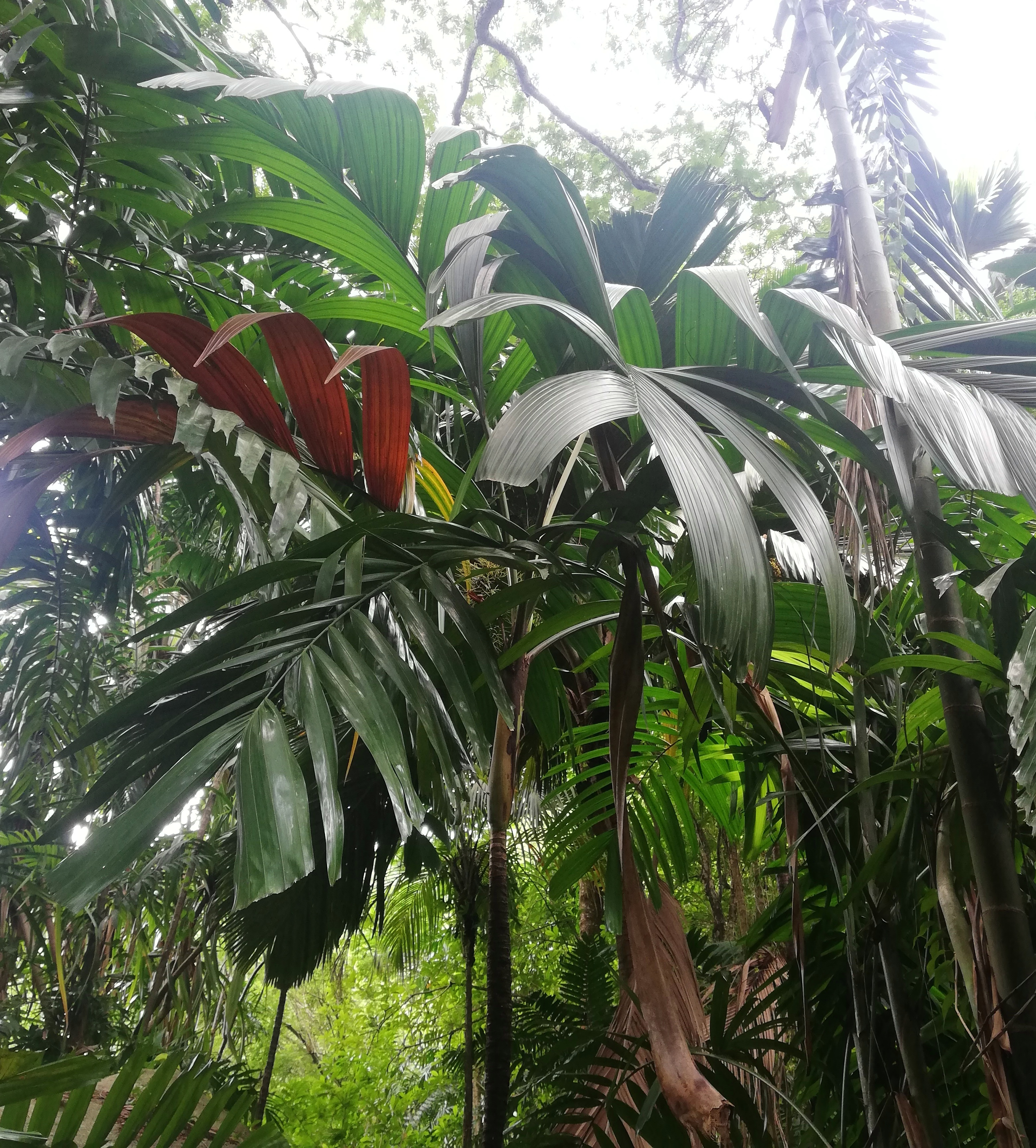
Roscheria melanochaetes.
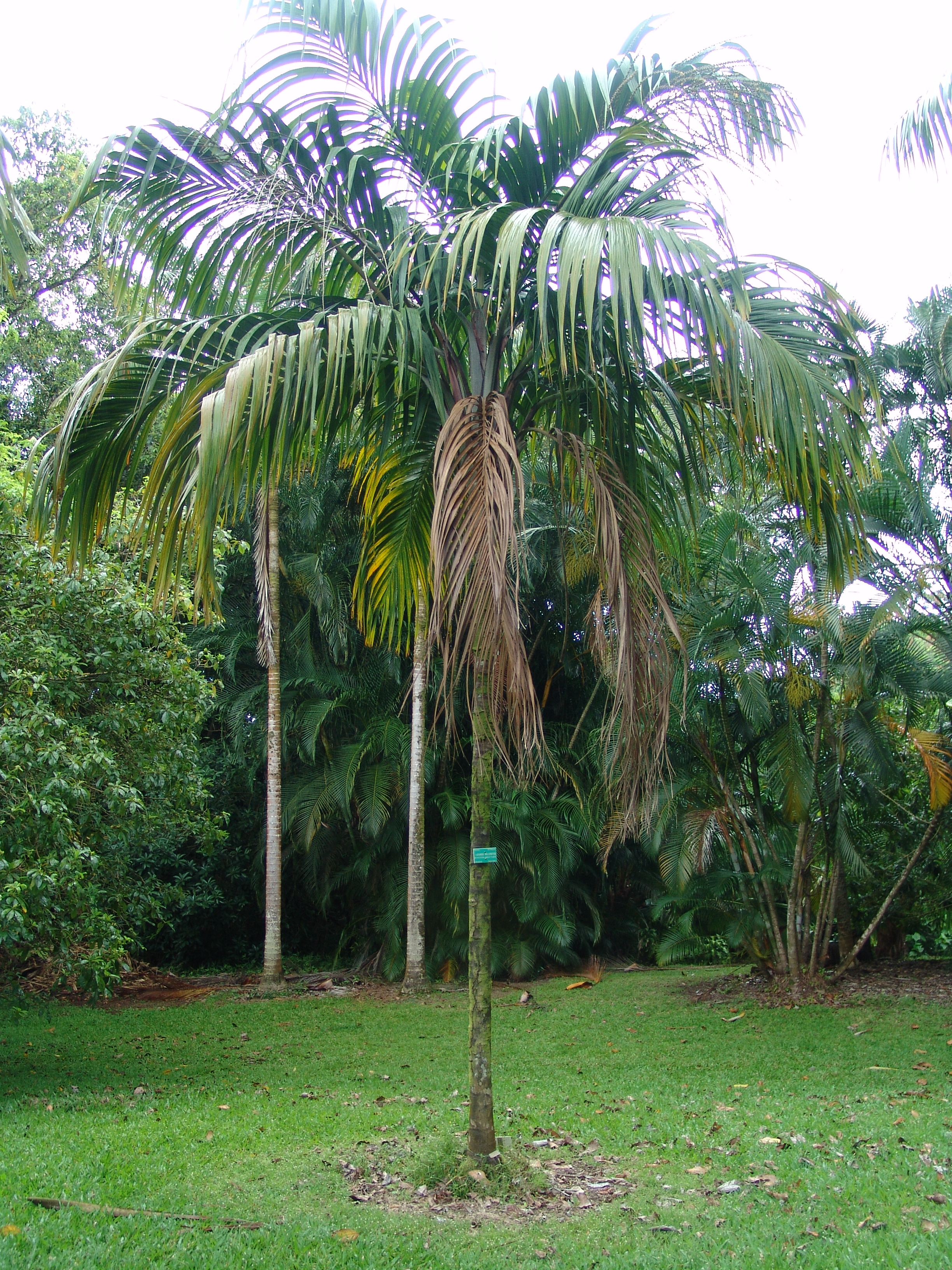
Nephrosperma vanhoutteanum  .